# Saint-Dolay
 Saint-Dolay  (en bretón Sant-Aelwez) es una población y comuna francesa, situada en la región de Bretaña, departamento de Morbihan, en el distrito de Vannes y cantón de La Roche-Bernard.

## Demografía
| 2154 | 2085 | 2057 | 2147 | 2113 | 1977 |
| Para los censos de 1962 a 1999 la población legal corresponde a la población sin duplicidades (Fuente: INSEE [Consultar]) |      |      |      |      |      |